# Nyctemera transitoria
Nyctemera transitoria är en fjärilsart som beskrevs av Embrik Strand 1909. Nyctemera transitoria ingår i släktet Nyctemera och familjen björnspinnare. Inga underarter finns listade i Catalogue of Life.